# Ténindougou
Ténindougou es una comuna del círculo de Dioila, región de Kulikoró, Malí. Su capital es Falako. Su población era de 18.843 habitantes en 2009.